# 蜿蜒曲紋珊瑚
蜿蜒曲紋珊瑚（学名：Trachyphyllia geoffroyi），又名八字腦珊瑚、開放腦珊瑚，为菊珊瑚科曲紋珊瑚屬下的一个种。